# Karl Wetaschek

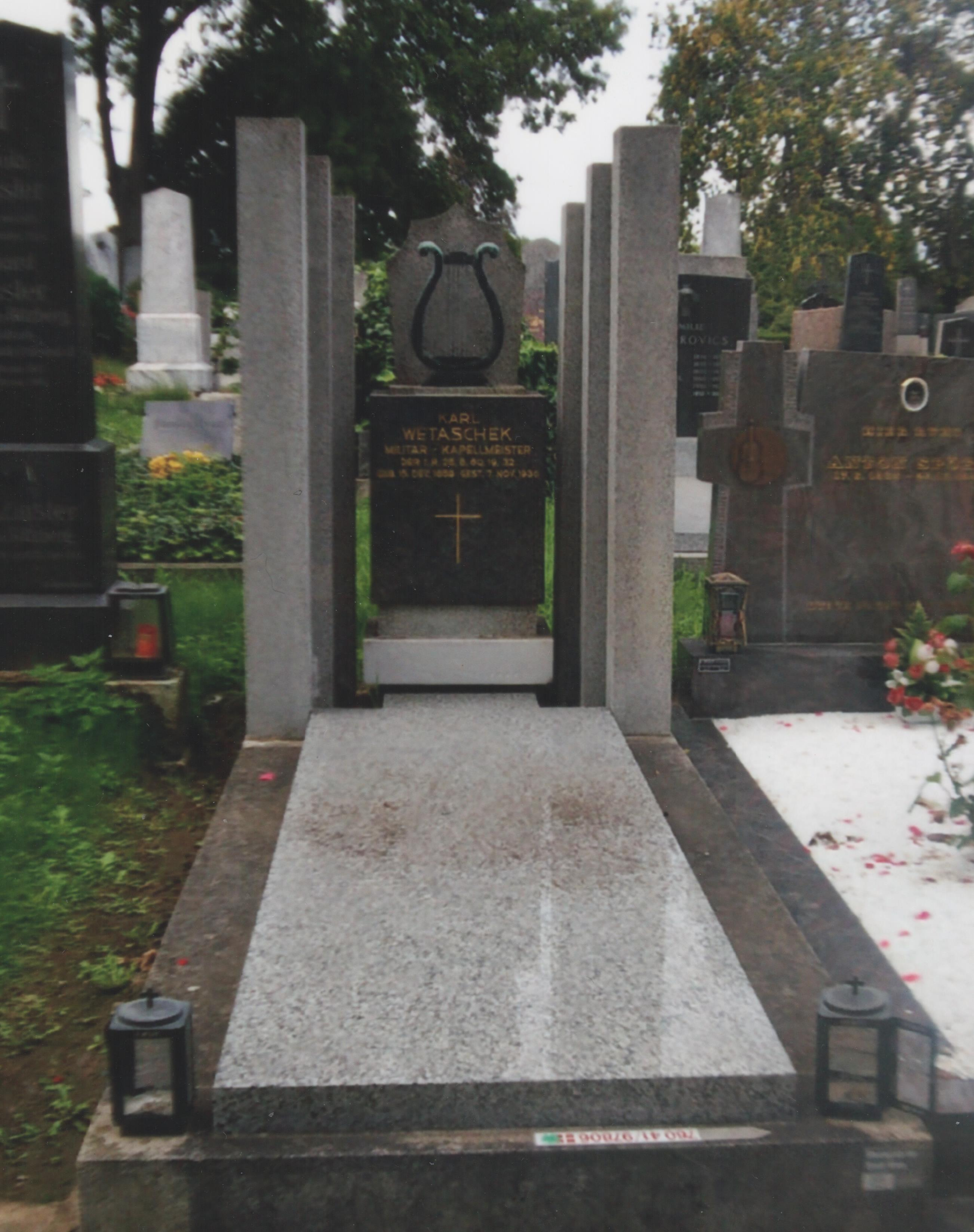
Grabstätte von Karl Wetaschek

Karl Wetaschek (* 15. Dezember 1859 in Wien, Kaisertum Österreich; † 7. November 1936 ebenda) war ein österreichischer Militärkapellmeister.

## Leben
Wetaschek studierte am Konservatorium der Gesellschaft der Musikfreunde (bei Joseph Hellmesberger senior, Carl Heißler, Wilhelm Rauch und Robert Fuchs).
Militärkapellmeisterstudium bei Joseph Fahrbach, von 1882 bis 1890 war er Militärkapellmeister im Infanterieregiment Nr. 25 in Plevlje/MNE (jetzt Lućenec/SK), wo Franz Lehár sein Nachfolger war. Von 1890 bis 1904 war er beim IR Nr. 8 in Brünn, von 1904 bis 1908 bei Nr. 60 in Ungarn und von 1908 bis 1912 bei Nr. 32 in Wien. Ab 1918 lebte er zurückgezogen in Wien.
Seine letzte Ruhestätte befindet sich auf dem Wiener Zentralfriedhof (33H-3-19).